# Sepultura de James Monroe

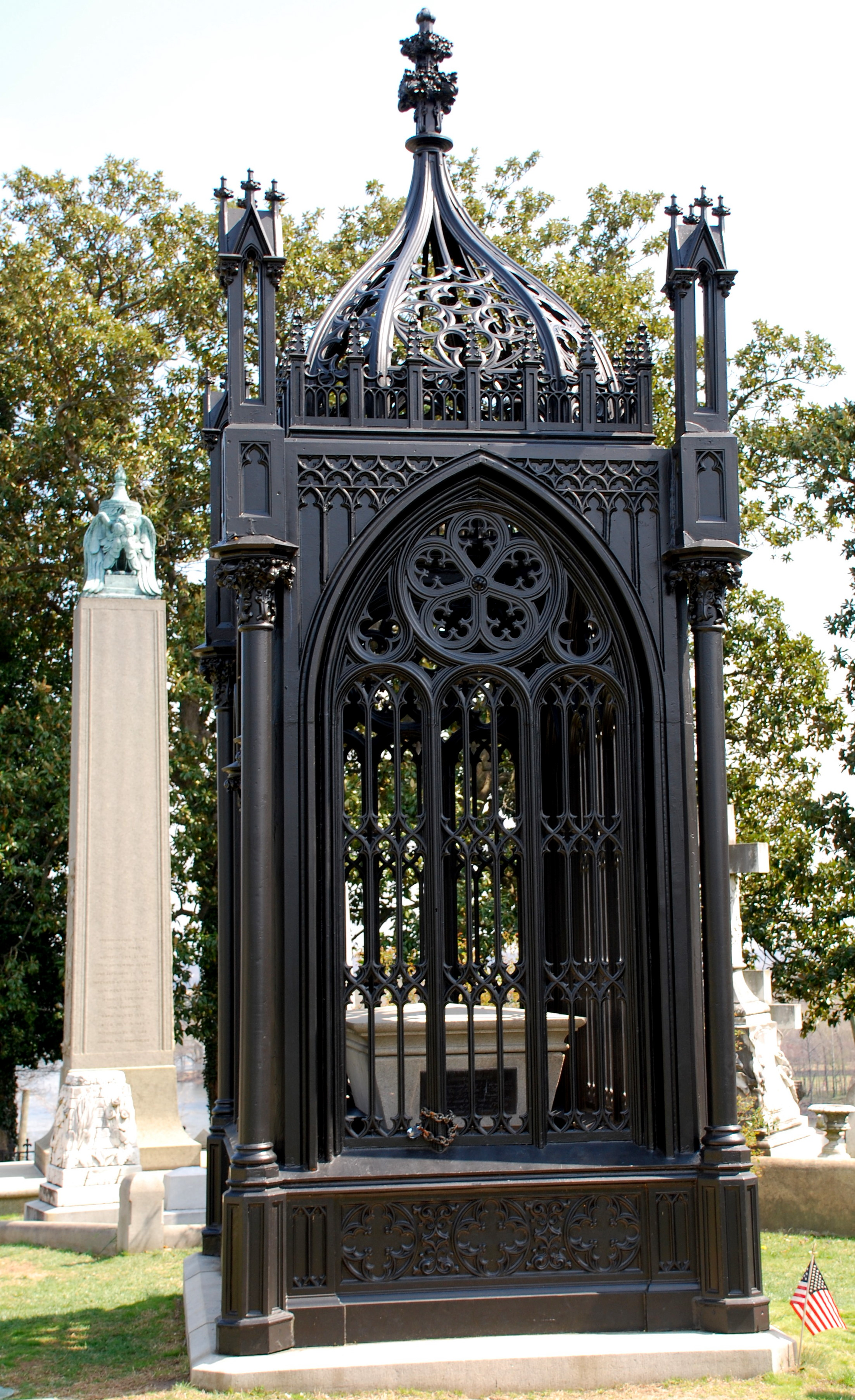
Sepultura de James Monroe, antes de 2016

A sepultura de James Monroe (em inglês:  James Monroe Tomb) é o local do sepultamento do presidente dos Estados Unidos James Monroe no Cemitério Hollywood em Richmond, Virgínia. A principal característica da tumba é uma gaiola de ferro fundido arquitetonicamente incomum, projetada por Albert Lybrock e instalada em 1859, depois que o corpo de Monroe foi removido do Marble Cemetery em Nova Iorque. Foi declarado Marco Histórico Nacional em 1971 por sua arquitetura única. Foi-lhe dado o apelido local de "The Birdcage".

## Descrição e história
A sepultura de James Monroe está localizada no extremo sul do Cemitério Hollywood, em uma localização proeminente, cercada por uma estrada circular e com vista para o Rio James. Os restos mortais de Monroe repousam em um sarcófago de granito simples, colocado em um pedestal de granito. Cercando o sarcófago está uma gaiola de ferro fundido de estilo gótico, medindo cerca de 9 por 13 pés (2,7 m × 4,0 m). Cada face da gaiola tem uma forma arqueada como uma lanceta semelhante à encontrada no rendilhado de vitrais góticos maiores, com um padrão de rosácea no topo do arco. Nos lados longos este arco principal é flanqueado por arcos estreitos. Os cantos da gaiola têm colônias encimadas por estruturas semelhantes a um tabernáculo. A parte superior da gaiola consiste em arcos canopial que se encontram em uma torre central. A sepultura de outro presidente, John Tyler, está localizado a poucos metros de distância.
James Monroe morreu em Nova Iorque em 1831, sendo sepultado no New York City Marble Cemetery. Em 1856 o governador da Virgínia Henry A. Wise iniciou as tentativas de trasladar seus restos mortais para seu estado natal. Com fundos aprovados pelo estado, seus restos mortais foram transportados para Richmond a bordo do navio a vapor Jamestown.

A sepultura, erigida em 1859, foi projetada pelo arquiteto Albert Lybrock, e seus elementos de ferro fundido foram fornecidos pela Wood and Perot da Filadélfia. É considerada arquiteturalmente significante primeiramente pela escala do uso de ferro fundido, material não usado comumente na época para este fim, e pela delicadeza e grau de extravagância alcançados em sua criação, o que não poderia ter sido feito em pedra.

Sepultura de James Monroe após sua restauração e renovação em 2016

Em 2015, como uma parte dos planos de celebração do aniversário de 200 anos da eleição de Monroe como o quinto Presidente dos estados Unidos, a sepultura de Monroe recebeu US$ 900.000 para reformas do Department of General Services do estado da Virgínia. A restauração durou quase um ano, sendo concluída em setembro de 2016.